# بوکین
بوکین شهری در شهرستان سواو در استان بولکیمده در بورکینافاسوی غربی مرکزی است جمعیت آن ۲۴۲ نفر است.